# Across the Pacific
Across the Pacific is een Amerikaanse oorlogsfilm uit 1942 onder regie van John Huston. Destijds werd de film in Nederland uitgebracht onder de titel Over de Stille Oceaan.

## Verhaal
Kapitein Rick Leland wordt in 1941 wegens diefstal ontslagen uit het Amerikaanse leger. Ook de Canadezen weigeren hem aan te werven. Om toch tegen de Japanners te kunnen vechten wil hij zich bij het leger van Chiang Kai-shek aansluiten. Daarom gaat hij in Halifax aan boord van een Japans schip dat door het Panamakanaal naar China vaart. Op het schip maakt hij de aanlokkelijke Alberta Marlow het hof. Intussen leert hij ook dokter Lorenz kennen, een hoogleraar sociologie met Japanse sympathieën.

## Rolverdeling
| Acteur             | Personage                   |
| ------------------ | --------------------------- |
| Humphrey Bogart    | Rick Leland                 |
| Mary Astor         | Alberta Marlow              |
| Sydney Greenstreet | Dr. H.F.G. Lorenz           |
| Charles Halton     | A.V. Smith                  |
| Victor Sen Yung    | Joe Totsuiko                |
| Roland Got         | Sugi                        |
| Lee Tung Foo       | Sam Wing On                 |
| Frank Wilcox       | Kapitein Morrison           |
| Paul Stanton       | Kolonel Hart                |
| Lester Matthews    | Canadese majoor             |
| John Hamilton      | President van de krijgsraad |
| Tom Stevenson      | Man die Alberta lastigvalt  |
| Roland Drew        | Kapitein Harkness           |
| Monte Blue         | Dan Morton                  |
| Chester Gan        | Kapitein Higoto             |